# Ménières sygdom
Menières sygdom er en WHO klassificeret (ICD-10: H81.0 Meniere disease, ICD-11: AB31.0 Meniere disease) organisk, kronisk, progredierende sygdom i indre øre. Sygdommen er genetisk. Der er vægtig videnskabelig evidens for, at flere genmutationer, kan give Menières sygdom. De fleste patienter har sporadiske genmutationer, men der findes familier med dominant arvelige mutationer. 20 % af meniere patienter har en nær slægtning med menieres sygdom. Genmutationerne påvirker den endolymfatiske sæk’s evne til, at regulere sekretionen af endolymfe. På tværs af genmutationerne findes således en patologisk forøgelse af væsketrykket (endolymfe) i det indre øre. Sygdommen bevirker strukturelle læsioner i indre øre. Patienterne udvikler et kombineret høre- og balancehandikap. Høretabet vil initialt være af typen svingende sensoneuralt bashøretab. Over tid bliver høretabet permanent og patienterne må bære høreapparat. Nogle får indopereret coklear implant.
Patienterne udvikler de for sygdommen karakteristiske akut indsættende meniereanfald med nedsat hørelse, voldsom rotatorisk vertigo, tryk/smerte i øret samt tinnitus. Menièrepatienter kan desuden have nystagmus under et anfald og intermitterende pupildifferens.
Patienter oplever akut indsættende voldsom vertigoanfald, hvor de bliver ude af stand til, at stå oprejst. Nogle patienter falder spontant om i “Tumarkins otolitic drop attacks”, hvor innervationen af ekstensormuskulaturen til underekstremiteten pludselig afbrydes.
Generelt er sygdommen forbundet med en betydelig øget hyppighed af fald. Ofte er der ikke mulighed for at føre køretøjer.
Et Menière anfald kan vare fra 20 min op til 12 timer og det er ikke ualmindeligt, at der er perioder med mange anfald især ved sygdomsdebut. (26)
Generelt er der en årelang diagnostisk latenstid. (2)
Dels tilbydes der ikke genetisk udredning og dels kan patienterne ikke kan få adgang til hurtig udredning med høreprøve indenfor 24 t efter et anfald. (Hvor hørelsen er nedsat tidligt i sygdommen inden der indtræder permanent høretab).
Sygdommen blev opdaget af den franske læge Prosper Menière i 1861, men han blev først krediteret herfor posthumt.

## Forekomst
I Landspatientregistret er der registreret 1.341 patienter med diagnosen Menieres sygdom (2018).
Sygdommen debuterer som regel i 30-50 års alderen. Den starter oftest på det ene øre, men op mod 25 % rammes på det andet øre. Når først man har fået Menieres sygdom, har man den resten af livet.

## Årsag
Menieres sygdom tilskrives Endolymfatisk hydrops (EH) i indre øre.(12) (20) Ved Gadolinium MR er der således påvist EH hos 99,4 % af Menierepatienter. Der er flere årsager til, den øgede ophobning af endolymfe i indre øre. (14)(15) En øget sekretion af endolymfe og/eller en blokering af sacculus’ afløbskanal eller den forenende afløbskanal fx pga saccular ottoconia (6)(16)(24)
Menieres har et betydeligt genetisk bidrag. En række genmutationer er aktuelt kortlagt.(17) (19) (20)Flere af disse støtter teorien om oversekretion af endolymfe og placerer sygdommen i den endolymfatiske sæk (sacculus: endolymeproducerende organ) i indre øre (2).
Tidligere studier indikerer desuden, at der for nogle patienter kan være tale om en autoimmun reaktion (når kroppens immunsystem angriber eget væv) i den endolymfatiske sæk.(9)
Flere studier har tilvejebragt evidens for, at der sker betydelige strukturelle skader i indre øre ved Menieres sygdom; bl.a. degeneration af vestibular nerve, med apoptose af nervens organeller.
Man kan beskrive Menieres sygdom som, en form for intermitterende compartmentsyndrom i indre øre, hvor øget tryk af endolymfe bevirker vævsskade.

## Behandling
Meniere er en kronisk progredierende sygdom i indre øre, der bevirker strukturelle læsioner.
Ingen behandling kan kurere sygdommen eller forhindre høretabet og tab af balance.
Behandlingen har historisk været enten konservativ/minimal invasiv eller af destruktiv art (overskæring af balancenerve, labyrintdestruktion mv).
Behandlingen består i tiltag mhp. at sænke det endolymfatisk tryk for, at forebygge udvikling af høre- og balancetab.
Der er sikker evidens for langtidsbehandling mhp. reduktion af tryk i indre øre:
- Acetazolamid

(receptpligtigt vanddrivende lægemiddel, handelsnavn Diamox)
- Saltrestriktiv kost

(Anbefalet indtag på ca 2,3 g/døgn)
Mange patienter har effekt af:
- Dræn i trommehinden og lokal trykbehandling med Meniett-apparat

- Installation af intratympanisk Steroid. (Injektion i trommehinde,

kombineret antiinflammatorisk og vanddrivende lokalbehandling) (4)
Nogle patienter angiver effekt af:
- Betahistidin

(Receptpligtigt lægemiddel, øger blodgennemstrømingen i øret, handelsnavn Betaserc)
Nogle hårdt ramte patienter får:
- Gentamycin installation i øret (kemisk destruktion af balancenerve med antibiotika)
- Endolymfatisk sæk kirurgi (5)

Fremtidig behandlingsmuligheder:
- Personaliseret medicin

(genterapi, stamcelleterapi og immundæmpende medicin).(18)
Nyere forskning har kortlagt flere relevante gen-mutationer.
Andre:
- Anti-emetika

(Meniereanfald giver voldsom kvalme og ofte timelange forløb med opkastninger og dehydrering).
For pårørende:
Karakteristisk for Meniereanfald er desuden, at patienten ALTID er ved bevidsthed under et anfald og kan svare på spørgsmål, dersom hørelsen ikke er så påvirket under anfaldet, at patienten af den grund er forhindret.
Under et anfald vil det pga den voldsomme vertigo ofte være UMULIGT
og tilmed af hensyn til risiko for faldulykker decideret dumt, at forsøge at mobilisere patienten til gang.
Der er imidlertid for patienten
INGEN lindring forbundet med sengeleje. Trykket i indre øre bedres IKKE ved sengeleje.